# Hägerdorn
Der Hägerdorn ist ein Naturschutzgebiet in der niedersächsischen  Gemeinde Hoyerhagen in der Samtgemeinde Grafschaft Hoya im Landkreis Nienburg/Weser.

## Allgemeines
Das Naturschutzgebiet mit dem Kennzeichen NSG HA 108 ist rund 56 Hektar groß. Es ist deckungsgleich mit dem gleichnamigen FFH-Gebiet. Das Gebiet steht seit dem 18. Februar 2016 unter Schutz. Es ersetzt das zum 14. August 1986 ausgewiesene, rund 27 Hektar große Naturschutzgebiet. Zuständige untere Naturschutzbehörde ist der Landkreis Nienburg/Weser.

## Beschreibung
Das Naturschutzgebiet liegt nordwestlich von Hoya im Urstromtal der Weser. Es stellt einen strukturreichen und naturnahen Eichen-Hainbuchenwald sowie weitere Laubwaldgesellschaften auf frischen bis feuchten Standorten unter Schutz. Neben Stieleichen und Hainbuchen setzt sich die Baumschicht in erster Linie aus Esche, Feld- und Bergahorn, Flatterulme, Vogelkirsche und Rotbuche sowie die Strauchschicht aus Hasel, Weißdorn und Pfaffenhütchen zusammen. In der Krautschicht siedeln u. a. Buschwindröschen, Große Sternmiere, Sumpfsegge, Winkelsegge, Rasenschmiele, Flattergras, Hohler Lerchensporn und Hohe Schlüsselblume. Die Waldränder sind stellenweise naturnah ausgeprägt und bilden einen fließenden Übergang zwischen Wald und Offenland. Die Waldgesellschaften verfügen über einen hohen Alt- und Totholzanteil. Die Eichenbestände stammen teilweise aus der Mitte des 19. Jahrhunderts.
Das Naturschutzgebiet ist nahezu vollständig von landwirtschaftlichen Nutzflächen umgeben. Im Osten und Norden grenzt es streckenweise an den Krähenkuhlenfleet, im Westen an den Rohlfener Graben. Durch das Naturschutzgebiet verlaufen mehrere Wald- und Wanderwege.